# 가쓰라기정
가쓰라기정(일본어: かつらぎ町)은 일본 와카야마현 이토군의 정이다.
이즈미 산맥에 접하는 하시모토시에서 와카야마시까지의 와카야마현 북부 지역에서는 유일한 정이지만 농업 분야에서는 긴키 지방 전역에서도 유수한 규모이며 연중 여러 가지 과일이 재배되고 있다.
또 이즈미 산맥을 사이로 인접하는 오사카부 이즈미시의 우호 도시로도 알려져 있다.

## 지리
남북으로 가늘게 와카야마현 북동부, 이토군 서부에 위치하고 있으며 북쪽으로 이즈미 산맥(정명의 기원이 된 이즈미카쓰라기산이 소재), 남쪽으로 기이 산지가 있다. 옛 가쓰라기정 지역은 기노강이 동서로 흐르고 있으며 옛 가쓰라기정의 최남단 지역에는 기시강이 동서로 흐르고 있다. 또 옛 하나조노촌 지역은 아리다강이 흐르고 있다.
기이 산지와 이즈미 산맥에 끼어 있는 지형으로 분지에 가까운 지형이다. 그 때문에 한난의 차이가 크다. 특히 여름에는 무더위가 있고 1994년 8월 8일에는 40.6℃를 기록한 바 있다. 또 이러한 한난의 차이를 이용해 여러 가지 과일을 재배하고 있다.

## 역사
- 1889년 시정촌제 시행 당시에는 이토군 묘지촌, 가세다촌, 오타니촌, 요고촌, 겐요시미촌, 아마노촌 등 6개 촌이 존재했다.
- 1909년 9월 1일 - 묘지촌이 정으로 승격해 묘지정이 되었다.
- 1920년 6월 1일 - 가세다촌이 정으로 승격해 가세다정이 되었다.
- 1955년 3월 1일 - 겐요시미촌과 아마노촌이 합병해 겐요시미촌이 되었다.
- 1955년 3월 31일 - 가세다정, 오타니촌, 요고촌이 합병해 이토정이 되었다.
- 1958년 7월 1일 - 묘지정, 이토정, 겐요시미촌이 합병해 가쓰라기정이 되었다.
- 1988년 - 오사카부 이즈미시와 우호 도시 제휴를 체결했다.
- 2005년 10월 1일 - 이토군 하나조노촌을 편입해 현재에 이른다.

## 교통

### 철도
- 서일본 여객철도 와카야마선
  - (← 고야구치역) - 나카이부리역 - 묘지역 - 오타니역 - 가세다역 - 니시카세다역 - (나테역 →)

### 도로
- 국도 24호선
- 국도 제370호선 (일본)(일본어판)
- 국도 제371호선 (일본)(일본어판)
- 국도 제480호선 (일본)(일본어판)